# Aluvigerina
Aluvigerina es un género de foraminífero bentónico considerado como nomen nudum, aunque posteriormente le fue asignado una especie-tipo. Ha sido considerado un sinónimo posterior de Uvigerina de la subfamilia Uvigerininae, de la familia Uvigerinidae, de la superfamilia Buliminoidea, del suborden Buliminina y del orden Buliminida. Fue propuesta como especie tipo Uvigerina pygmaea. Su rango cronoestratigráfico abarcaba el Holoceno.

## Discusión
Clasificaciones previas incluían Aluvigerina en el suborden Rotaliina del orden Rotaliida.

## Clasificación
Aluvigerina incluye a las siguientes especies:
- Aluvigerina indonesiae †
- Aluvigerina pygmaea †